# Geta, Åland
Geta là một đô thị của Åland, một lãnh thổ tự trị của Phần Lan.
Đô thị này có dân số 443 và diện tích 87,21 km² trong đó có 2,80 km² là diện tích mặt nước. Mật độ dân số là 5,2 người trên mỗi km².
Dân đô thị này chỉ sử dụng tiếng Thụy Điển.